# Shiselweni

Shiselweni, en av fyra distrikt i Swaziland.

Shiselweni är ett av Swazilands fyra distrikt, och ligger i landets södra del. Shiselwenis yta är 3 790 km² och befolkningen är 217 000 till antalet (1997). Det administrativa centrumet Nhlangano, och en ort i distriktet är Lawumisa.